# Municipio de Union (condado de Marion, Iowa)
El municipio de Union (en inglés: Union Township) es un municipio ubicado en el condado de Marion en el estado estadounidense de Iowa. En el año 2010 tenía una población de 388 habitantes y una densidad poblacional de 6,05 personas por km².

## Geografía
El municipio de Union se encuentra ubicado en las coordenadas 41°24′21″N 93°9′45″O / 41.40583, -93.16250. Según la Oficina del Censo de los Estados Unidos, el municipio tiene una superficie total de 64.17 km², de la cual 59,82 km² corresponden a tierra firme y (6,77 %) 4,34 km² es agua.

## Demografía
Según el censo de 2010, había 388 personas residiendo en el municipio de Union. La densidad de población era de 6,05 hab./km². De los 388 habitantes, el municipio de Union estaba compuesto por el 99,74 % blancos, el 0,26 % eran afroamericanos. Del total de la población el 0 % eran hispanos o latinos de cualquier raza.